# Boarmia mesochra
Boarmia mesochra là một loài bướm đêm trong họ Geometridae.